# Jean Heinrich
Cet article possède un paronyme, voir Jean-Louis Heinrich.
Pour les articles homonymes, voir Heinrich.
Jean Heinrich, né le 2 février 1940, est un officier général de corps d'Armée (CR) de l'armée française. C'est un spécialiste du renseignement, ancien chef du service Action de la Direction générale de la Sécurité extérieure (DGSE) et ancien directeur de la direction du Renseignement militaire. Il est président de la société GEOS de 2010 à 2014.

## Au service du renseignement
Jean Heinrich a été formé à l'École spéciale militaire de Saint-Cyr, mais il a également étudié le serbo-croate et l'albanais à l'INALCO. À sa sortie de Saint-Cyr, il est affecté au 11e choc. Après un passage dans l'infanterie et chez les chasseurs alpins, il est affecté en 1979 au cabinet du ministre de la Défense.

### La DGSE
À partir de 1987, le général Jean Heinrich a dirigé le service Action et la direction des opérations de la DGSE. Il fonde la « cellule Alpha », unité clandestine parmi les clandestins du service Action, pour les opérations les plus risquées.

### La DRM
Il créa en 1992 à la demande du ministre Pierre Joxe la direction du Renseignement militaire (DRM) et la dirigea de 1992 à 1995.

### L'ex-Yougoslavie
À partir du 15 février 1995, il est nommé adjoint de l'amiral Leighton Smith, commandant de l'Implementation Force de l'Otan (IFOR) en ex-Yougoslavie. Ce spécialiste de la région parle couramment le serbo-croate. Il remplace le général Bernard Janvier.
Il fut également conseiller de trois ministres de la Défense.

## Retraite du service actif
Président du comité de surveillance du groupe GEOS, spécialisé dans la prévention et la gestion des risques, depuis 1998, il sera président du directoire du groupe de 2010 à 2014.

## Décorations
|  |  |  |  |

- Commandeur de la Légion d'honneur (décret du 7 juillet 1997), (Officier du 13 juillet 1993)
- Croix de la Valeur militaire avec palme
- Grand Croix du Mérite allemand
- Commandeur de la Legion of Merit